# Johann Heinrich Graeser

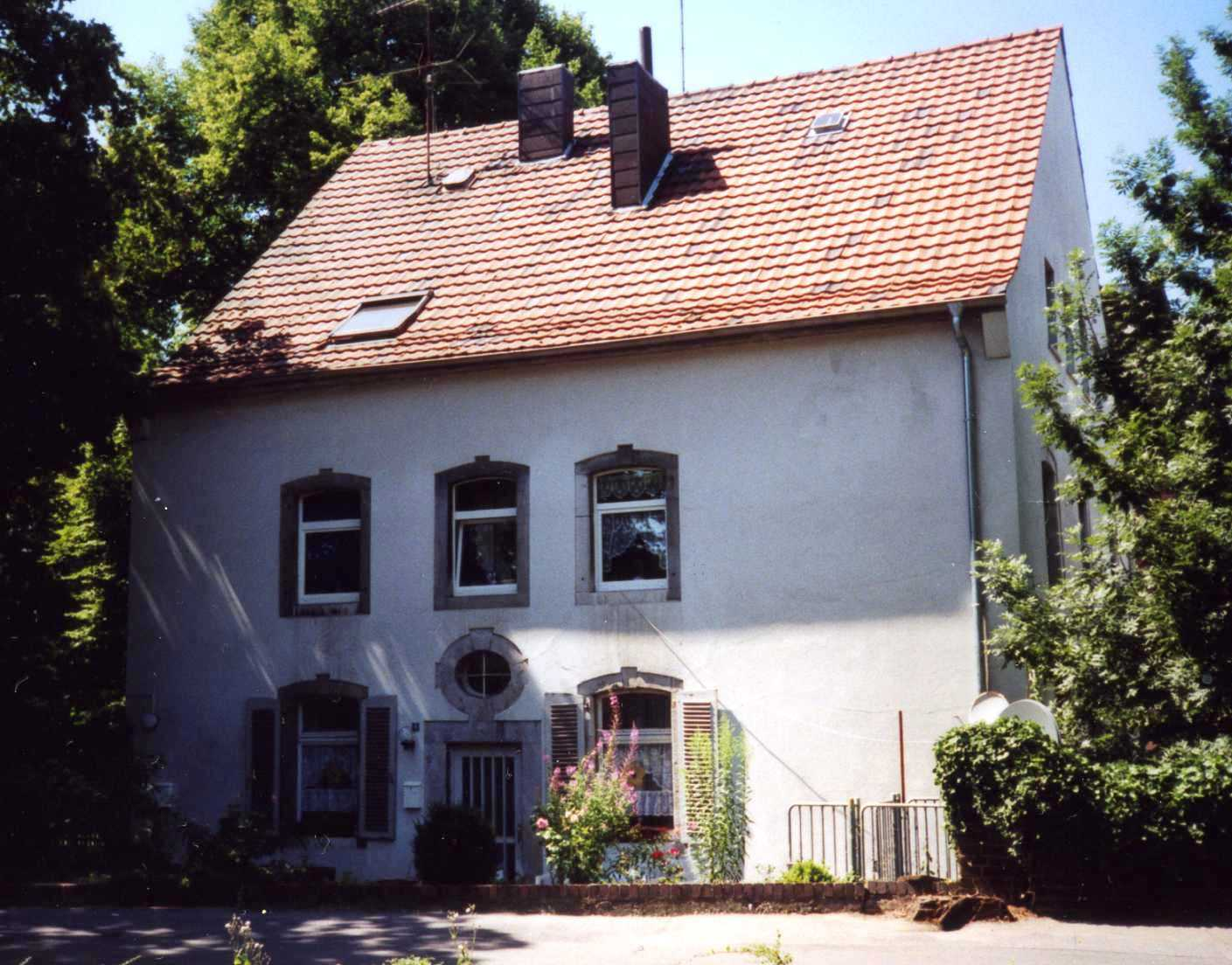
„Graeserhaus“ in Eschweiler-Pumpe

Johann Heinrich Graeser (* 30. September 1774 in Saarbrücken; † 15. Februar 1857 in Eschweiler) war ein deutscher Ingenieur und Bergmeister des Eschweiler Kohlbergs.

## Leben
Als Graeser in der zweiten Hälfte der 1790er Jahre aus dem Saarland nach Eschweiler kam, wurde er Assistent bei der „Kommission zur topographischen und unterirdischen Aufnahme der Bergwerke, Hütten und Fabriken“ im Département de la Roer. Zu dieser Zeit existierte der Eschweiler Bergwerksverein EBV noch nicht, aber 1801 übernahm er die Gesamtleitung mehrerer Steinkohlengruben im Besitz der Familie Wültgens-Englerth, die dann 1802 von Napoléon Bonaparte mit dem Eschweiler Kohlberg, der Grube Centrum und der Grube Birkengang belehnt wurde. Graeser war also erst Direktor des Kohlbergs und anschließend von 1838 bis 1847 Direktor des EBV, seitdem Mitglied der Verwaltung bis zu seinem Tod. 1847 übernimmt er die Firma „Reuleaux & Cie.“, die er 1856 durch eine Eisengießerei erweitert. Er wohnte im so genannten „Graeser-Haus“ in Eschweiler-Pumpe unmittelbar gegenüber dem Pumpenhaus und wenige Schritte vom Bergamt, dem damaligen EBV-Verwaltungsgebäude, entfernt.
1964 wurde die „Graeserstraße“ in Eschweiler-Bergrath in der Nähe der ehemaligen Grube Reserve nach ihm benannt.

## Friedrich Graeser
Friedrich Graeser, sein Sohn, war der Privatsekretär Christine Englerths.
| Personendaten    | Personendaten                             |
| ---------------- | ----------------------------------------- |
| NAME             | Graeser, Johann Heinrich                  |
| KURZBESCHREIBUNG | deutscher Ingenieur und Bergwerksdirektor |
| GEBURTSDATUM     | 30. September 1774                        |
| GEBURTSORT       | Saarbrücken                               |
| STERBEDATUM      | 15. Februar 1857                          |
| STERBEORT        | Eschweiler                                |